# Obereopsis guineensis
Obereopsis guineensis är en skalbaggsart som beskrevs av Stefan von Breuning 1953. Obereopsis guineensis ingår i släktet Obereopsis och familjen långhorningar. Inga underarter finns listade i Catalogue of Life.